# Medetera varitibia
Medetera varitibia är en tvåvingeart som beskrevs av Octave Parent 1935. Medetera varitibia ingår i släktet Medetera och familjen styltflugor.
Artens utbredningsområde är Tanzania. Inga underarter finns listade i Catalogue of Life.